# فزر سوري
فزر سوري (الاسم العلمي:Sideritis syriaca) هو نوع من النباتات يتبع جنس الفزر من الفصيلة الشفوية.